# 그 섬에 가고 싶다
《그 섬에 가고 싶다》는 1993년에 개봉한 대한민국의 영화이다.

## 배역
- 안성기 : 김철 역
- 문성근 : 문덕배/문재구 역
- 심혜진 : 옥님이 역
- 안소영 : 벌떡녀 역
- 이용이
- 이용녀
- 허준호
- 김영란

## 수상
- 1994년 제16회 낭뜨 3대륙 영화제 관객상 - 박광수
- 1994년 제32회 대종상 의상상 - 권유진